# Geologie der Ostghats

Geografie des Indischen Subkontinents mit den Ostghats

Die Geologie der Ostghats repräsentiert einen ca. 900 Kilometer (km) langen und bis zu 300 km breiten orogenen Gürtel (Orogenic belt) am östlichen Kontinentalrand des Indischen Subkontinents. Er besteht aus hochgradig verformten Terranen mit unterschiedlicher geologischer und tektonischer Geschichte. Sie sind durch mehrere Verwerfungen voneinander getrennt. Bedeutende duktile Scherzonen verlaufen am westlichen Rand und innerhalb des Gürtels. Sie bilden Geosuturen, an denen die Terrane untereinander akkretieren und sich an den kratonisierten Kontinentalrand anlagerten.
Das Alter der wichtigsten tektonischen, metamorphen und magmatischen Ereignisse reicht vom Paläoproterozoikum um etwa 1700 mya bis zum Neoproterozoikum und dem frühen Paläozoikum um etwa 520 mya. Die ältesten Gesteine werden als Grundgebirgsfragment des archaischen des Bastar-Kratons interpretiert.

## Lage und Erstreckung

Lage vom Golf von Bengalen

Die Ostghats (Eastern Ghats) erstrecken mit einer Länge von ca. 900 Kilometer (km) und einer Breite bis zu 300 km Breite und einer Fläche von ca. 5200 Quadratkilometer zwischen dem östlichen Kontinentalrand des Indischen Subkontinents und dem westlich angrenzenden Golf von Bengalen. Geographisch entspricht dies etwa vom nördlichen indischen Bundesstaat Odishas über Andhra Pradesh bis südlich der Stadt Chennai im Norden des Bundesstaates Tamil Nadus. geologisch schließen die Ostghats im Norden an den Singhbhum-Kraton im Westen an den Bastar-Kraton und im Süden an den Dharwar-Kraton. Zwischen dem Singhbhum-Kraton und den Ostghats erstreckt sich das Mahanadi Rift Basin (Mahanadi Graben), während das Pranhita Godavari Rift Basin (Godavari Graben) den Übergang zum Dharwar-Kraton bildet. Der Godavari Graben stellt möglicherweise den Arm eines aulakogenen Riftsystems dar, der sich nicht zu einer Ozeanbodenspreizung weiterentwickelt hatte. Der Mahanadi Graben entstand offenbar durch ein zweistufiges Rifting im späten Perm bis zur mittleren Trias entwickelt. Er setzt sich fort im ostantarktischen Lambert-Graben (siehe auch → Trennung von Groß-Indien).

## Erdgeschichtlicher Rahmen

Hypothetische Paläogeographie Columbias
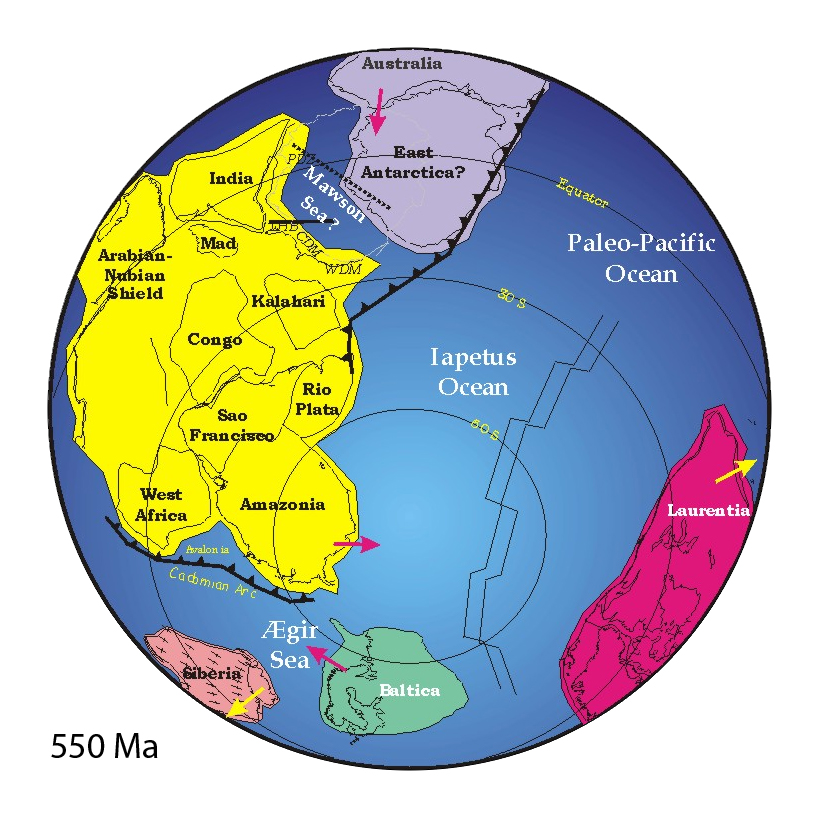
Paläogeographie Pannotias, dem Vorläufer Gondwanas
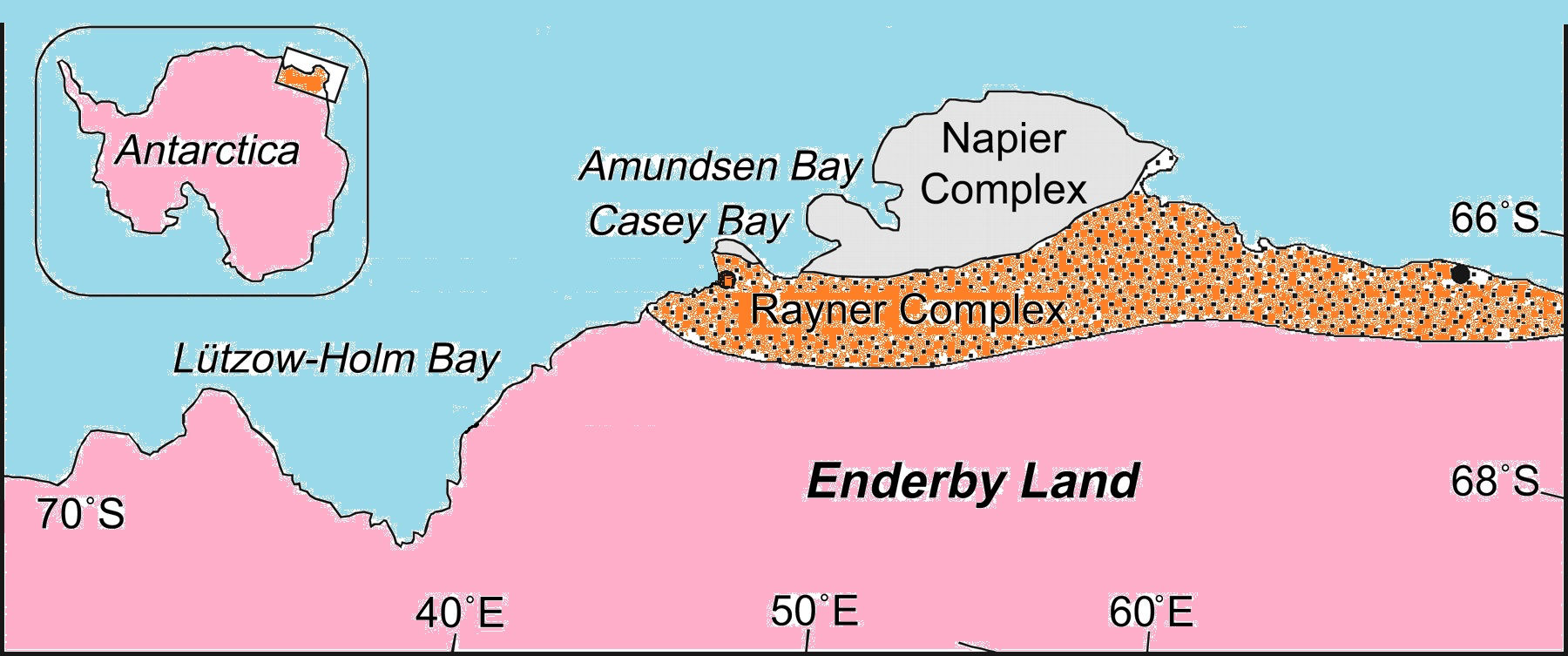
Lage des ostantarktischen Napier-Komplex und der Rayner-Provinz

Die Entwicklung der Ostghats erfolgte in drei tektono-thermischen Phasen, die sich auch in der geologischen Strukturierung widerspiegeln. Von der ersten Phase war zwischen 1700 und 1540 mya die südliche Ongole Domain betroffen. Sie ist die südlichste Domaine der Ostghats. In ihr traten Krustenverdickungen auf, die aus der Kollision des Dharwar-Kratons mit dem ostantarktischem Napier-Komplex resultierten. Dieser Zeitraum fällt in die Entwicklungsphase des Superkontinents Columbia. Es folgte zwischen 1070 und 900 mya die zweite Phase, die die zentrale Rengali Province mit tiefgreifenden, hochgradigen Deformationen und Metamorphosen erfasste. Die Rengali Province ist die nördlichste Provinz der Ostghats. Vergleichbare Prozesse fanden in der ostantarktischen Rayner-Provinz bzw. dem Rayner-Komplex statt, die Alter von 1020 bis 900 mya aufweisen. Zeitlich fallen diese in den Rahmen der Grenville-Orogenese, die mit zur Bildung Rodinias führte. Während der dritten Phase wurden die nördlichsten Teile der Rengali Province zwischen 780 und 520 mya von drei Ereignissen tektono-metamorph überprägt. Erdgeschichtlich entsprechen diese Prozesse der Pan-Afrikanischen Orogenese, die ein wesentliches Ereignis zur Formierung Gondwana darstellt (siehe auch → Ostgondwana).

## Regionale Geologie

### Strukturierung und Gesteine
Verschiedene geologische Merkmale in den Ostghats deuten darauf hin, dass es sich um einen zusammengesetzten orogenen Gürtel handelt, der unterschiedlich strukturiert werden kann. Je nach Interpretationen von wissenschaftlichen Autoren werden sie in Zonen, Domainen oder Provinzen gegliedert. Sie basieren jeweils auf die vorherrschenden petrologischen Eigenschaften. Alle sind durch eine unterschiedliche geologische Geschichte gekennzeichnet und durch tektonische Grenzen voneinander getrennt.
Die Strukturierung nach Zonen erfolgt von Westen nach Osten. Die Grenzen zwischen diesen Zonen sind durch Scherzonen gekennzeichnet. Diese Zonen entsprechen Terranen, die entlang der Scherzonen untereinander und schließlich an dem Singhbhum-Kraton, Bastar-Kraton und Dharwar-Kraton akkretieren. Die Scherzonen werden als Geosuturen interpretiert. Zwischen der westlichsten Zone und dem kratonisierten Kontinentalrand entwickelte sich die breite Terrane Boundary Shear Zone, auch Lakhna Shear Zone genannt.
- Western Charnockit Zone (WCZ)

Die WCZ ist von dem angrenzenden Bastar-Kraton durch die breite Übergangszone der Eastern Ghats boundary shear zone Terrane Boundary Shear Zone (Lakhna shear zone) getrennt. Nördlich des Pranhita Godavari Rift Basin kommen Orthogneise mit Alter von 2500 bis 2300 mya und Paragneise mit Alter von 2800 bis 2600 mya vor. Das Alter der Metamorphose liegt zwischen 1700 und 1600 mya. Die Metasedimente der Paragneise stammen aus einer Quelle, die archaisches Granitoid- und Diabas-Material enthält. Südlich dieses Rift Basin befinden sich enderbitische Orthogneise die von 3900 bis 3200 mya datieren. Vorläufige Daten aus Zirkone deuten auf ein hochgradiges metamorphes Ereignis um 2800 mya hin. Nördlich der Mahanadi-Linie weisen die Metasedimente ein Alter von 2800 bis 2200 mya auf. Die Orthogneise datieren auf etwa 3200 mya auf, das demjenigen des Dharwar-Kratons entspricht. Namengebend sind die Charnockite. Es wird vermutet, dass die WCZ eine gut identifizierte archaische Einheit einer exhumierten Wurzelzone des angrenzenden Bastar-Kratons sein könnte.
- Western Khondalite Zone (WKZ)

Diese wird im Westen durch die Sileru-Shear-Zone (SSZ) und im Osten durch das Nagavalli-Vamasadhara-Lineament begrenzt. Die Metasedimente weisen ein relativ homogenes Alter von 2500 bis 2100 mya auf. Die Orthogneise haben ein sehr variables Alter von 3200 bis 1800 mya. Diese könnten auf die Reaktivierung einer inhomogene Archäokruste während der späteren Granulitfazies-Metamorphose hinweisen., wobei der Eintrag von juvenilem Material variabel ist. Namengebend sind die Khondalite.
- Central Charnockite-Migmatit Zone (CMZ)

Dieser Bereich wird von der Nagavalli-Vamasadhara-Linie und der Mahanadi-Linie begrenzt und weist sowohl für die Orthogneise als auch für die Metasedimente ein homogenes Alter von 2200 bis 1800 mya auf. Es wird davon ausgegangen, dass es sich bei diesem Bereich während der Grenville-Orogenese um überarbeitetes homogenes Material aus dem frühen Proterozoikum handelt. Namengebend sind die Charnockite und Migmatite.
- Eastern Khondalit Zone (EKZ)

Die Eastern Khondalit Zone wird von migmatisierten Sillimanitgneisen mit geringfügigen Quarziten und Kalksilikatgesteinen, mäßig ausgedehnten Charnockiten, Graniten, Migmatiten und lokalen Pegmatiten sowie einigen wenigen Anorthosit-Alkali-Syenit-Komplexen.

### Deformationen und Metamorphismus
Die Gesteine der Ostghats weisen überlagernde Strukturen und überprägte Mineralgefüge auf, die auf mehrere Metamorphose- und Deformationsphasen hinweisen. Es wurden fünf verschiedene Deformationsepisoden und vier Metamorphosephasen detektiert. Dadurch entwickelten sich verschiedenartige Falten und intensive Dehnungen entlang schmaler Scherzonen. Die Metamorphose-Grade reichen von mittleren Drücken und durchschnittlichen Temperaturen (3 kbar, 600  °C) bis mittleren Drücke und hohen Temperaturen (9 kbar, 970 °C). Der postektonische Metamorphismus ist durch die Intrusionen von Anorthositen und alkalischen Gesteinen gekennzeichnet.